# Baia di Hudson
La baia di Hudson (in inglese: Hudson Bay) è una vasta insenatura del Mar Glaciale Artico vicino alla costa nord-orientale del Canada. Coprendo una superficie di circa 1.230.250 km², ossia quasi la metà del Mar Mediterraneo (anche se con una profondità media di molto inferiore), è la più vasta baia marina al mondo.

## Storia

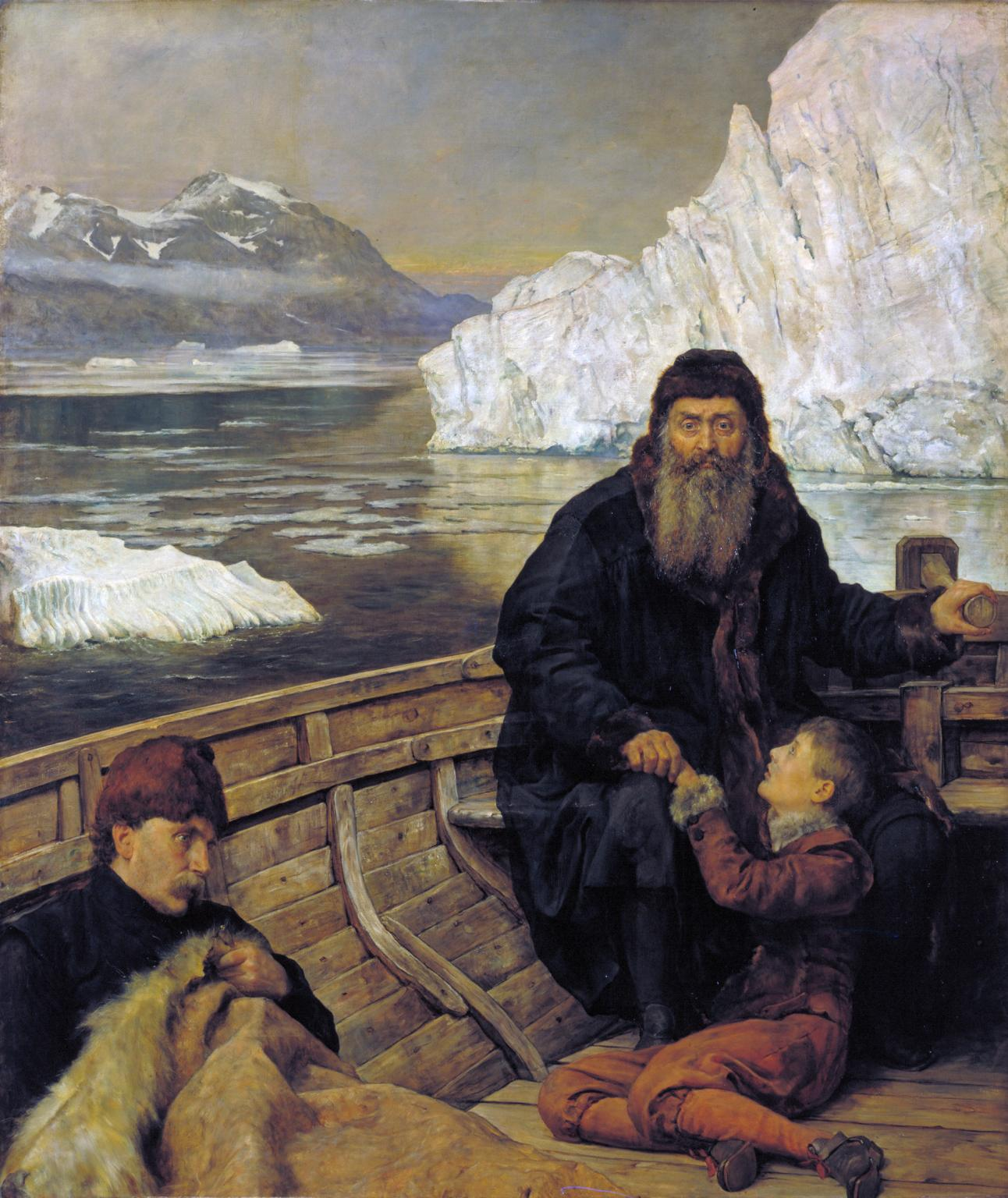
Ritratto di Henry Hudson, con il figlio ed alcuni membri dell'equipaggio, alla deriva, dopo l'ammutinamento dell'equipaggio.

La baia, che fu già probabilmente raggiunta da Sebastiano Caboto nel 1508 nel corso di un suo viaggio alla ricerca del passaggio a nord-ovest, deve il suo nome all'esploratore inglese Henry Hudson che la esplorò nel 1610 a bordo del Discovery. Hudson stava esplorando la parte orientale della baia quando, con il sopraggiungere dell'inverno, la sua nave rimase bloccata nei ghiacci nella baia di James e l'equipaggio passò l'inverno a terra. Quando a primavera con lo scioglimento dei ghiacci si propose di continuare l'esplorazione della baia, l'equipaggio il 22 giugno 1611 si ammutinò. Hudson, il figlio ed alcuni membri dell'equipaggio furono abbandonati alla deriva su una piccola barca e non si seppe più nulla di loro.
Nel 1630 l'inglese Thomas James esplorò la baia e nel 1668 la nave inglese Nonsuch la raggiunse per iniziare un commercio di pellicce di castoro con gli indiani Cree. Questo viaggio segnò la nascita della Compagnia della Baia di Hudson che ottenne dalla corona britannica il monopolio per il commercio dell'immensa area che drena nella baia di Hudson. I francesi contestarono a lungo l'istituzione di questo monopolio commerciale e inviarono numerose spedizioni militari nella regione, ma alla firma del trattato di Utrecht nel 1713 abbandonarono le loro ambizioni sulla regione. 
Al fine di facilitare il commercio la Compagnia della Baia di Hudson costruì dei forti e delle stazioni commerciali alla foce dei fiumi. E fu così che tra gli altri insediamenti nacquero Churchill, Fort Severn e York Factory. Da queste stazioni commerciali le merci venivano spedite direttamente in Europa. Nel 1869 i vasti territori controllati dalla Compagnia della Baia di Hudson furono ceduti al Canada.

## Geografia
La baia è chiusa a nord dall'isola di Southampton che è separata dalla costa canadese dal Roes Welcome Sound. Dall'isola di Southampton alla penisola di Ungava un largo braccio di mare permette la comunicazione con l'Oceano Atlantico tramite lo stretto di Hudson e con il bacino di Foxe, anch'esso parte del Mar Glaciale Artico, tramite il canale di Foxe. A est la baia è delimitata dalle basse coste del Labrador ed a sud-est penetra notevolmente nel territorio canadese tramite la baia di James. Nella baia di Hudson affiorano varie isole. Le isole di Coats e Mansel, poste a nord, sono le maggiori. A sud affiorano tra le altre le Isole Belcher poste all'ingresso della Baia di James.
Le acque della baia sono basse ed hanno una salinità più bassa di quella degli oceani. Ciò è dovuto in parte al fatto che nella baia sfociano molti fiumi canadesi. Tra questi il Thelon, il Seal, il Churchill, il Nelson, lo Hayes, il Severn, il Winisk, l'Attawapiskat, l'Albany, il Missinaibi, lo Harricana ed il Grande Riviere de la Baleine. Le acque sono basse e raggiungono una profondità massima di 254 metri. La baia rimane bloccata dai ghiacci nei mesi invernali.
Le coste sono scarsamente popolate. I principali insediamenti sono Puvirnituq (Québec), Churchill (Manitoba) e Rankin Inlet (Nunavut).

### Il bacino idrografico
Il bacino idrografico della Baia di Hudson (intesa in senso allargato anche alla Baia di James e alla Baia di Ungava) ricade su una parte consistente del territorio canadese, estendendosi su rilevanti porzioni del territorio di cinque provincie quali Alberta, Saskatchewan, Manitoba, Ontario e Québec e i due territori di Nunavut e Territori del Nord-Ovest. A questi vanno sommate alcune regioni di quattro stati americani quali il Montana, Sud Dakota, Nord Dakota e Minnesota.
I fiumi che solcano questo bacino idrografico apportano alla Baia di Hudson mediamente 30.900 m³/s di acqua. Il principale sistema fluviale, quello del fiume Nelson nel Manitoba, ha da solo una portata di quasi 3.000 m³/s. Lo spartiacque laurenziano separa il bacino della baia di Hudson a nord dal bacino del golfo del Messico a sud, e il bacino dei Grandi Laghi-fiume San Lorenzo a sud-est.
Di seguito sono riportati i fiumi che sfociano nella Baia di Hudson, partendo dal fiume George, nel Nord-Est del Québec:

#### Fiumi del Québec
- George
- Tunulic
- À la Baleine
- False
- Koksoak
- Leaf o Aux Feuilles
- Arnaud
- Kovik
- Povungnituk
- Kogaluc
- Innuksuac
- Qikirtaluup Kuunga
- Nastapoka
- Chenal Goulet
- Petite Rivière de la Baleine
- Great Whale
- Roggan
- La Grande
- Eastmain
- Pontax
- Rupert
- Broadback
- Nottaway
- Harricana

#### Fiumi dell'Ontario
- Moose
- Albany
- Attawapiskat
- Ekwan
- Winisk
- Severn

#### Fiumi del Manitoba
- Hayes
- Nelson
- Churchill
- North & South Knife
- Seal
- Caribou

#### Fiumi del Nunavut
- Geillini
- Thlewiaza
- Tha-anne
- Ferguson
- Wilson
- Chesterfield Inlet
- Lorillard
- Brown
- Kirchoffer nell'Isola di Southampton
- Koukdjuak nell'isola di Baffin

#### Fiumi dell'Alberta
- North Saskatchewan
- Beaver
- Battle
- South Saskatchewan
- Bow
- Elbow
- Highwood
- Oldman
- St. Mary
- Red Deer

## Fonti
- Stephen J. Déry et al., Characteristics and Trends of River Discharge into Hudson, James and Ungava Bays, 1964-2000, Journal of Climate, 18 (2005), pp. 2540-2557.